# Brassica oleracea var. botrytis (romanesco)
Brassica oleracea var. botrytis, el romanesco o romicia, es una variedad verde de coliflor italiana, de la familia de las brasicáceas. Al contrario de lo que se suele creer, no es un híbrido entre la coliflor y la brócoli (colibrocoli). Aunque existen coliflores de color violeta y amarillo, ninguna tiene la forma tan singular del romanesco.
El cultivo de esta especie comenzó en Europa ya en la Edad Contemporánea, con toda probabilidad en Italia en la primera mitad del siglo XIX. En 1834, el poeta italiano Giuseppe Gioacchino Belli, que escribía en dialecto romanesco, hace mención de esta verdura en un poema y de ahí viene su nombre.
Como todas las especies de esta familia, es rica en nutrientes, vitamina C, fibra soluble, potasio, fósforo, ácido fólico y carotenoides. Se suele consumir cocida o al vapor aunque también se suele utilizar como verdura cruda.
Una de sus más llamativas características es que presenta geometría fractal en su estructura. La cantidad de inflorescencias que compone el brecol romanesco es un número Fibonacci. Un estudio reciente describe el origen genético de la romanesco. Los autores atribuyen su aparición y propiedades fractales a perturbaciones en la red de regulación genética encargada en la transición a la floración y a un incremento gradual en el tamaño del meristemo.

## Taxonomía
Brassica oleracea var. botrytis fue descrita por Carlos Linneo y publicado en Species Plantarum 2: 667. 1753.